# Закон на Ампер
Законът на Ампер (открит от Андре Мари Ампер) показва зависимостта на интегралното магнитно поле около затворен контур, създавано от електрическия ток, преминаващ през контура. Законът е магнитен аналог на закона на Гаус и е едно от четирите уравнения на Максуел, образуващи основата на класическия електромагнетизъм.
В оригиналната си форма законът на Ампер определя магнитното поле {\displaystyle {\vec {H}}}, причинено от ток с плътност {\displaystyle {\vec {J}}}:
{\displaystyle \oint _{C}{\vec {H}}\cdot \mathrm {d} {\vec {l}}=\int \!\!\!\!\int _{S}{\vec {J}}\cdot \mathrm {d} {\vec {S}}=I_{\mathrm {enc} }}
където
{\displaystyle \oint _{C}} е линейният интеграл по затворения контур (затворената крива) C,
{\displaystyle {\vec {H}}} е магнитното поле в ампери на метър [А/m],
{\displaystyle \mathrm {d} {\vec {l}}} е безкрайно малък векторен елемент от контура C,
{\displaystyle {\vec {J}}} е плътността на тока (в ампери на квадратен метър) през повърхността S, обхваната от контура C,
{\displaystyle \mathrm {d} {\vec {S}}\!\ } е диференциален векторен елемент, площ с посока нормална към площта S и с безкрайно малка големина,
{\displaystyle I_{\mathrm {enc} }\!\ } е токът, обхванат от затворената крива C, или токът, който прониква през площта S.
Уравнението има следния запис в диференциална форма
{\displaystyle {\vec {\nabla }}\times {\vec {H}}={\vec {J}}}
където
{\displaystyle {\vec {\nabla }}\times \!\ } е диференциален оператор за ротация.
Интензитетът на магнитното поле {\displaystyle {\vec {H}}} се свързва с магнитната индукция {\displaystyle {\vec {B}}} (измерва се в тесла [T]) посредством уравнението:
{\displaystyle {\vec {B}}\ =\ \mu {\vec {H}}}
където {\displaystyle \mu \!\ } е магнитната проницаемост на средата (измерва се в хенри на метър [H/m]).
|  | Тази страница частично или изцяло представлява превод на страницата Ampere's Law в Уикипедия на английски. Оригиналният текст, както и този превод, са защитени от Лиценза „Криейтив Комънс – Признание – Споделяне на споделеното“, а за съдържание, създадено преди юни 2009 година – от Лиценза за свободна документация на ГНУ. Прегледайте историята на редакциите на оригиналната страница, както и на преводната страница, за да видите списъка на съавторите. ВАЖНО: Този шаблон се отнася единствено до авторските права върху съдържанието на статията. Добавянето му не отменя изискването да се посочват конкретни източници на твърденията, които да бъдат благонадеждни. |